# X–4

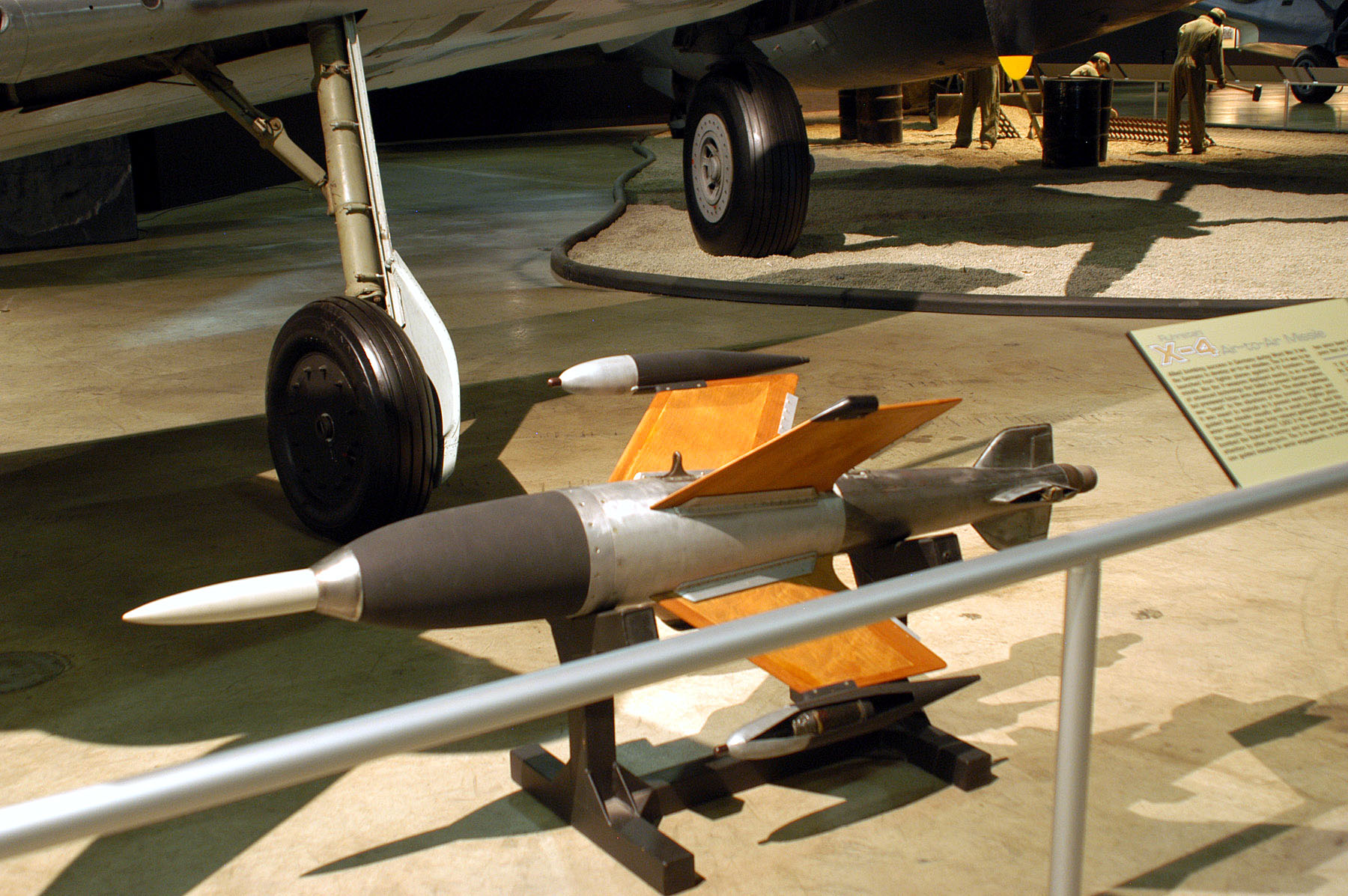
A Ruhrstahl X–4 múzeumban kiállított példánya

A Ruhrstahl X–4 a második világháború idején Németországban kifejlesztett vezetékes parancsközlő irányítású légiharc-rakéta. Kramer X–4 és RK 344 típusjellel is ismert. Csak kísérleti példányok készültek, a háború végéig nem rendszeresítették és harci alkalmazására sem került sor. A rakéta konstrukciója az alapját képezte a későbbi vezetékes irányítású páncéltörő rakétáknak. Az X–4-ből kifejlesztettek egy földi célok elleni páncéltörő változatot is X–7 típusjellel.

## Története
A rakéták fejlesztését 1943-ban határozták el, amikor az erősödő szövetséges bombázások ellen a Luftwaffe hatékony repülőgép-fedélzeti fegyvert keresett. A fejlesztőmunka eredményeként több légvédelmi és légiharc-rakéta terveit készítették el, közte az X–4-et is.
Az X–4 fejlesztését 1943 júniusában kezdte meg dr. Max Kramer a Ruhrstalnál. A tervezési koncepció az volt, hogy a rakéta hatótávolsága legyen nagyobb, mint a bombázók védő fegyverzetének hatósugara, és irányítható legyen. A rakétához a BMW fejlesztette ki a BMW 109–448 típusú rakétahajtóművet. A kialakított szerkezet a rakétahajtóművel elérte az 1152 km/h-s sebességet, és a maximálisan 4 km-es hatótávolságot.

## Kialakítása
A rakéta folyékony hajtóanyagú hajtóműve a Németországban kifejlesztett S- és R-anyag (S-Stoff és R-Stoff) keverékével működött és maximálisan 1,4 kN tolóerőt biztosított. Az S-anyag rendkívül agresszív (erősen korrodáló) és nehezen kezelhető vegyület volt, ezért azt tervezték, hogy a folyékony hajtóanyagú rakétahajtóművet minél hamarabb szilárd hajtóanyagúra cserélik.

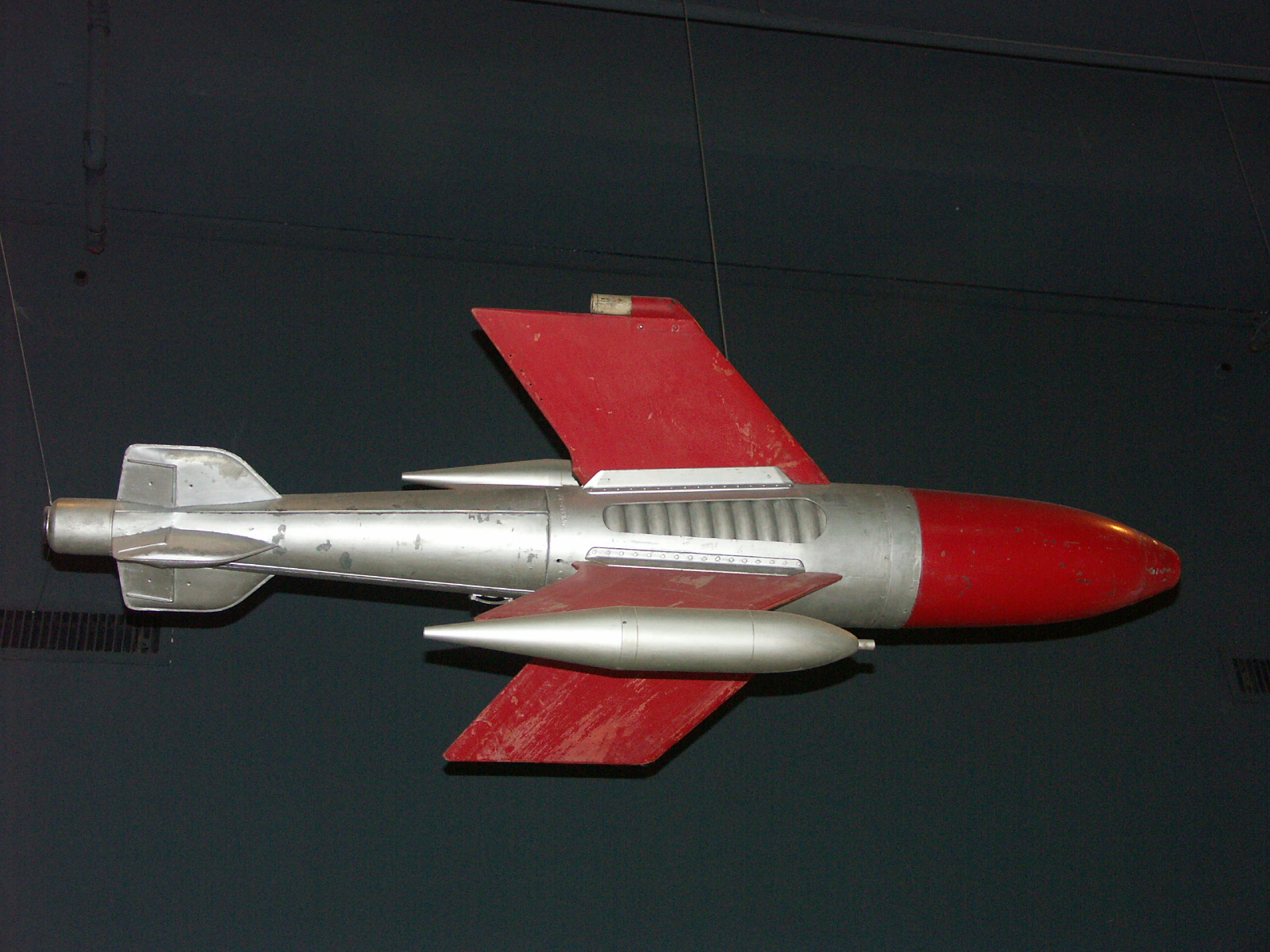
Az X–4 Deutsches Museumban kiállított példánya

A rakéta forgásstabilizált volt, repülés közben percenként 60 fordulatot tett meg a hossztengelye körül. A lassú forgás miatt a rakétahajtómű tolóerővektorának aszimmetriája, vagy a kormányfelületek pontatlansága miatt könnyen letért a pályájáról. A rakétát az indító repülőgépről vezetéken keresztül irányították. A parancsközlő távirányítás két vezetéke a stabilizátor szárnyak végén két áramvonalas burkolatban elhelyezett orsóról futott le repülés közben. Az elektromos jelek működtették a kormányművet, amely a rakéta törzsvégén elhelyezett kormányfelületeket mozgatta. A rakéta forgása miatt a pilóta által kiadott fel-le, vagy jobbra-balra parancsokat a rakéta aktuális pozíciójának megfelelően kellett értelmezni, erre a célra egy beépített giroszkóp szolgált, amely megfelelően konvertálta a parancs-jeleket a kormánymű számára. A törzs középső részén elhelyezett négy nagyméretű stabilizátor szárny közül kettőnek a végére fényszórót helyeztek el, amely a rakéta erős füstölése mellett is lehetővé tette a kezelő számára a vizuális észlelést.
A nehézkes irányítás miatt a hagyományos csapódó gyújtó alkalmazása célszerűtlennek tűnt. Helyette a Kranich rendszerű, Doppler-hatást kihasználó akusztikus közelségi gyújtót fejlesztették ki a rakéta számára, amely a B–17 bombázókra utazósebességnél jellemző zajra volt hangolva. A Doppler-hatás miatt a repülőgépet nagy sebességgel megközelítő rakéta a repülőgép légcsavarjának és motorjának a hangját magasabbnak érzékelte, mint a tényleges, majd amikor utolérte a repülőgépet és elhaladt mellette, a hang frekvenciájában nem volt eltolódás, és ezen a ponton indult be a közelségi gyújtó. A rakéta 20 kg-os romboló töltettel rendelkezett, amelyet a közelségi gyújtó hozott működésbe.

## Alkalmazása
Az első repülőgépes próbára 1944. augusztus 11-én került sor egy Focke-Wulf FW 190 fedélzetén. Később a légi tesztekbe bevonták a Junkers Ju 88 és Messerschmitt Me 262 gépeket. Az X–4 rakétát az eredeti elképzelések szerint együléses vadászrepülőgépek számára tervezeték, de a repülőgép és a rakéta egyidejű irányítása kivitelezhetetlennek bizonyult. Ezért az X–4 éles alkalmazását a Ju 88-ról tervezték, az együléses repülőgépeken pedig a légi célok elleni nem irányított R4M rakétákat használták.
Az X–4-et úgy tervezték, hogy egyszerűen gyártható legyen, még képzetlen munkaerő esetén is. 1945 elején a Rurhstal Brackwede üzeme legyártott 1000 db rakétatestet. A rakétákba szánt hajtómű, amelyet a BMW Stargard üzeme készített volna, a bombázások miatt nem készült el. Így a Luftwaffe a háború végéig nem jutott hozzá működőképes rakétákhoz, de elképzelhető, hogy a háború utolsó heteiben néhány rakétát bevetettek.

## Műszaki jellemzői
- Hossz: 2,01 m
- Fesztáv: 726 mm
- Induló tömeg: 60 kg
- Sebesség: 325 m/s
- Hatótávolság: 1,5–3,5 km
- Gyújtó: akusztikus közelségi gyújtó
- Irányítóberendezés: Düsseldorf/Detmold FuD 510/238 vezetékes parancsközlő távirányítás